# Cissus woodrowii
Cissus woodrowii är en vinväxtart som först beskrevs av Otto Stapf och Mordecai Cubitt Cooke, och fick sitt nu gällande namn av Hermenegild Santapau. Cissus woodrowii ingår i släktet Cissus och familjen vinväxter. Inga underarter finns listade i Catalogue of Life.